# Pleione
În mitologia greacă, Pleione (în greacă veche Πληιόνη, Plêiónê) este o Oceanidă, fiica lui Oceanus și a lui Tethys. Ea este mama Pleiadelor și a lui Calypso, pe care le-a conceput împreună cu titanul Atlas.
1. 1 2  RSKD / Tethys[*] Verificați valoarea |titlelink= (ajutor)